# 座頭市喧嘩旅
『座頭市喧嘩旅』（ざとういちけんかたび）は、1963年の日本映画。勝新太郎の代表作、座頭市シリーズの第5作。

## あらすじ
堂山一家の喜助と名乗る男に声をかけられた市。堂山一家に草鞋を脱いで欲しいと頼まれたが、きな臭い臭いを感じた市は、出入りの手伝いではないことを固く約束させてから、喜助の案内で堂山へと向かう。一方、堂山一家と敵対する下妻一家の代貸し・甚五郎は浪人数人を雇い、市と喜助を襲わせる。喜助を斬られた市は居合いで浪人全員を倒す。物陰から見ていた甚五郎と浪人の情婦だったお久は、恐れをなしてその場から逃げていく。
喜助の死を伝えるため堂山へと向かう夜道で、市は侍たちに追われていたお美津という娘を助ける。お美津は江戸の豪商の娘で、ある藩の屋敷に勤めていたが、若殿に手篭めにされそうになって逃げてきたという。不憫に思った市は、お美津を江戸まで送ることを約束するが、盲目で居合いの達人である市にお美津は内心恐れを抱いていた。
市とお美津が入った旅籠には、夫婦同然となっていた甚五郎とお久もいた。お美津が金づるになると知った2人は、甚五郎が市を按摩として呼び、その隙にお久がお美津に市が信用できない男だと思い込ませ、送り届けた礼金をせしめようと籠屋へと連れ出す。籠留と呼ばれるやくざでもある籠屋の留五郎は、これまたお美津の金づるを知るとお久を追い出す。いなくなったお美津を探していた市は、追い出されたお久を問い詰め、籠留に向かう。市は籠留で軟禁されていたお美津を救い出した後、自分を信用してくれなかったと悔しさと無念さを吐き出す。市の真情を聞いたお美津は市への信頼を強くするのだった。
江戸まで一緒に来て欲しいと言うお美津を籠に乗せ、市は口では必ず会いに行くとは言うが、心の中で「かたぎの、しかも豪商の娘とやくざで目の見えない自分はもう会わないほうがいい」と自分に言い聞かせ、お美津を見送る。
が、市の後をつけていた甚五郎とお久は籠からお美津をさらい、下妻一家へと密かに連れて行ってしまう。そうとは知らず、堂山へ着いた市はやはり出入りの助勢依頼で堂山の親分・彦蔵が自分を呼んだことを知る。お美津と別れ、やはり自分はやくざなんだと諦めた市は、彦蔵の頼みを聞き入れることにする。市に痛い目にあわされた籠留も堂山に助っ人に来ていたが、市も同じく堂山に来たことを知ると、彦蔵に出入りの後の市の始末を相談し、彦蔵もそれに賛同する。
一方、お美津をさらった下妻一家では、人質としてお美津を出入りの場に連れて行くと言う。「かたぎの娘をそんな危ない場所に！」、さすがのお久も甚五郎と親分・藤兵衛の考えには憤りを隠せなかった。
出入りの日。堂山一家の先頭に立つ市に聞こえてきたのは、藤兵衛からの裏切りの誘いと、江戸に帰ったはずのお美津の悲痛な声だった。怒りに震えた市は……。

## スタッフ
- 企画：久保寺生郎
- 原作：子母沢寛
- 脚本：犬塚稔
- 監督：安田公義
- 撮影：本多省三
- 録音：長岡栄
- 音楽：伊福部昭
- 照明：美間博
- 美術：西岡善信
- 色彩技術：梶谷俊男
- 編集：菅沼完二
- スチール：西地正満
- 製作主任：村上忠男

## 出演
- 座頭市：勝新太郎
- お美津：藤村志保
- お久：藤原礼子
- 岬の甚五郎：島田竜三
- 籠屋留五郎：吉田義夫
- 下妻の藤兵衛：沢村宗之助
- 堂山の彦蔵：杉山昌三九
- 山田：丹羽又三郎
- 鎌七：水原浩一
- 惣五郎：東良之助
- 紅屋：寺島貢
- 三造：沖時男
- 河七：堀北幸夫
- 清野：木村玄
- 住之江：千石泰三
- 喜助：越川一
- 山三郎：志賀明
- 藤兵衛の子分：細谷新吾